# Joachim Renneberg
Joachim Walter Renneberg (* 2. Juni 1926 in Leipzig; † 2. Januar 1977 in Ost-Berlin) war ein deutscher Jurist und Hochschullehrer.

## Leben und Werk
Joachim Renneberg studierte Rechts- und Staatswissenschaften und promovierte 1955 an der Universität Leipzig zum Dr. jur. 1951 wurde er mit der Wahrnehmung einer Dozentur für Strafrecht an der Akademie für Staats- und Rechtswissenschaft der DDR in Potsdam beauftragt. 1956 wurde er dort Professor mit vollem Lehrauftrag. Seit 1969 war er Professor für Strafrecht am Institut für Strafrechtspflege und Kriminalitätsbekämpfung in Potsdam.

## Schriften (Auswahl)
- Die „kriminalsoziologischen“ und „krim(i)nalbiologischen“ Theorien und Strafrechtsreformvorschläge Liszt's. Leipzig 1954.
- Die objektive Seite des Verbrechens. Berlin 1955.
- Die kriminalsoziologischen und kriminalbiologischen Lehren und Strafrechtsreformvorschläge Liszts und die Zerstörung der Gesetzlichkeit im bürgerlichen Strafrecht. Berlin 1956.
- (Mitautor): Verantwortung und Schuld im neuen Strafgesetzbuch. Berlin [1964].
- (Mitautor): Grundlagen des sozialistischen Strafrechts der Deutschen Demokratischen Republik und Grundzüge seiner Verwirklichung. Berlin 1975.